# Аз'ял (присілок)
Аз'я́л (рос. Азъял, марій. Азъял) — присілок у складі Моркинського району Марій Ел, Росія. Входить до складу Шалинського сільського поселення.

## Населення
Населення — 227 осіб (2010; 249 у 2002).
Національний склад (станом на 2002 рік):
- лучні марійці — 99 %